# Torquat d'Empúries
Pour les articles homonymes, voir Saint Torquat (homonymie).

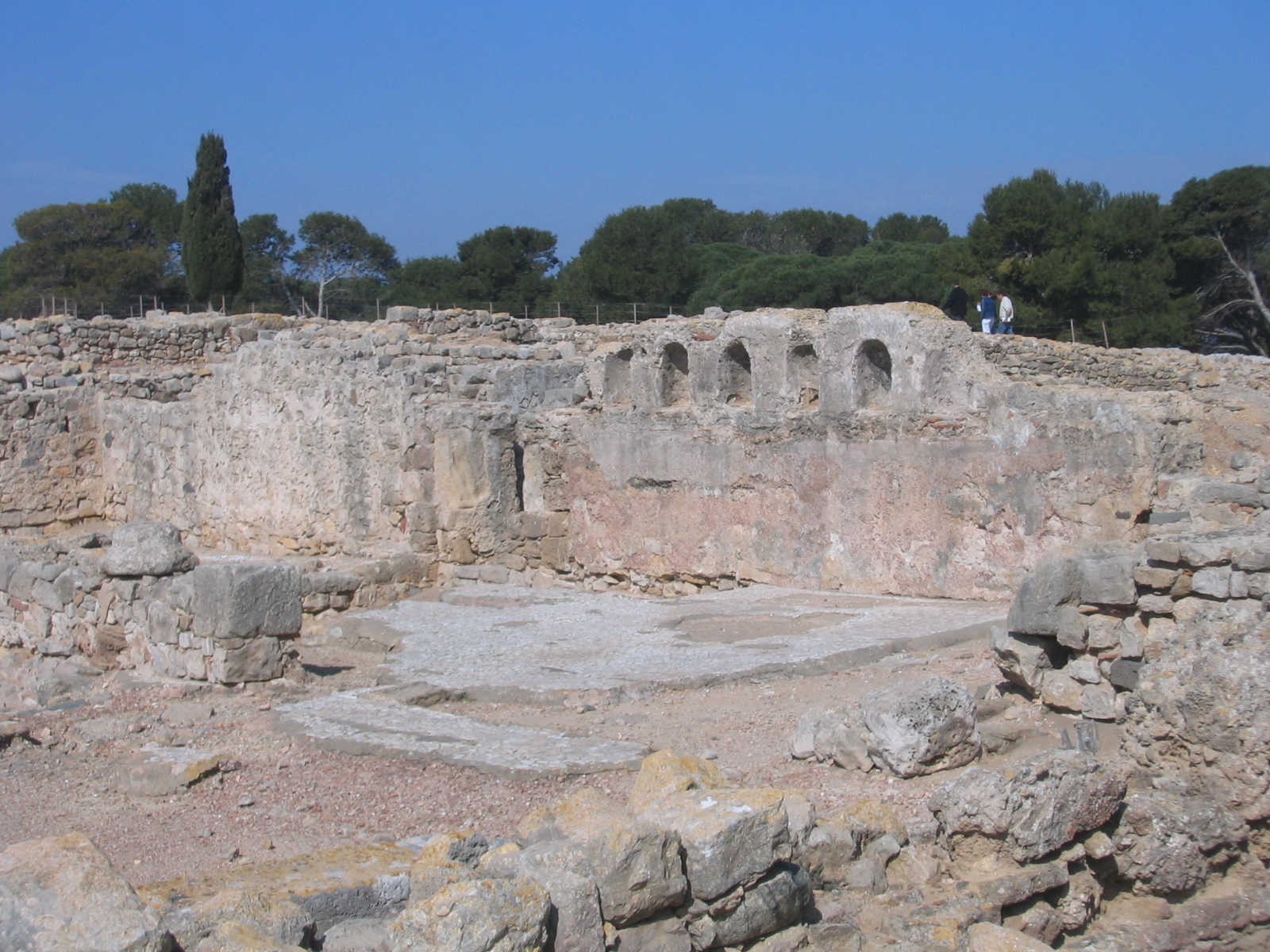
Basilique paléochrétienne d'Empúries

Torquat d'Empúries (Torquatus en latin signifiant « qui porte un collier ») est un saint légendaire du Haut Moyen Âge, aujourd'hui oublié et sans culte, vénéré dans l'Empordan comme ancien évêque d'Empúries.
La vie de Torquat nous est complètement inconnue ; la liste des évêques d'Empúries ne mentionne aucun saint de ce nom. Il semble être issu d'un dédoublement de Torquat d'Acci.